# بوينغ 747
بوينغ 747 والمعروفة شعبيا باسم جمبو جت هي واحدة من أكثر الطائرات النفاثة شهرة. طارت لأول مرة رسميا في عام 1970. كانت ولأكثر من 35 عاما صاحبة الرقم القياسي من ناحية الحجم. لكن تم الاستيلاء على ذلك الرقم من قبل الإيه 380. لاحظ أن الطائرة السوفيتية الصنع أنتونوف 225, وهي طائرة شحن، تعتبر أكبر طائرة في العالم موجودة في الخدمة. بوينغ 747 يمكنها حمل 524 راكبا وهي ذات طابق ونصف الطابق حتى فبراير 2006 كان يتواجد منها 1430 طائرة في الخدمة مما يجعلها إحدى الطائرات المدرة للربح على شركة بوينغ. يمكنها التحليق على ارتفاعات عالية وبسرعة تصل إلى 1041 كلم في الساعة ولمسافة 13446 كلم متواصلة دون الحاجة لإعادة التعبة بالوقود. ذلك يكفي للطيران من هونغ كونغ إلى نيويورك بدون توقف. في عام 1989 طارت إحدى نسخها من لندن إلى سيدني بدون توقف في رحلة قطعت خلالها 18000 كلم واستغرقت 20 ساعة و 9 دقائق. إلا أن تلك الرحلة لم يكن بها لا ركاب ولا شحنة وفي عام 2016 الأول من أغسطس أعلنت شركة بوينغ إيقاف تصنيع البوينغ 747.

## حقائق وارقام
- يوجد في بوينغ 400-747 حوالي ستة ملايين قطعة صنعت في 33 دولة مختلفة.
- محرك واحد من محركات 747 ينفث بقوة أكبر من الأربعة محركات مجتمعة في طائرة بوينغ 707.
- مع أن الطابق الثاني يبدو أصغر بكثير من طابقها الأول، إلا أنه يتسع لـ 86 راكبا.
- بإمكان الطائرة الطيران اعتمادا على 3 محركات فقط.

## موديلات ونسخ
تم إنتاج عدة أنواع من هذه الطائرة على مر السنين، وفيما يلي بعض المعلومات عنها.

### بوينغ 747-100

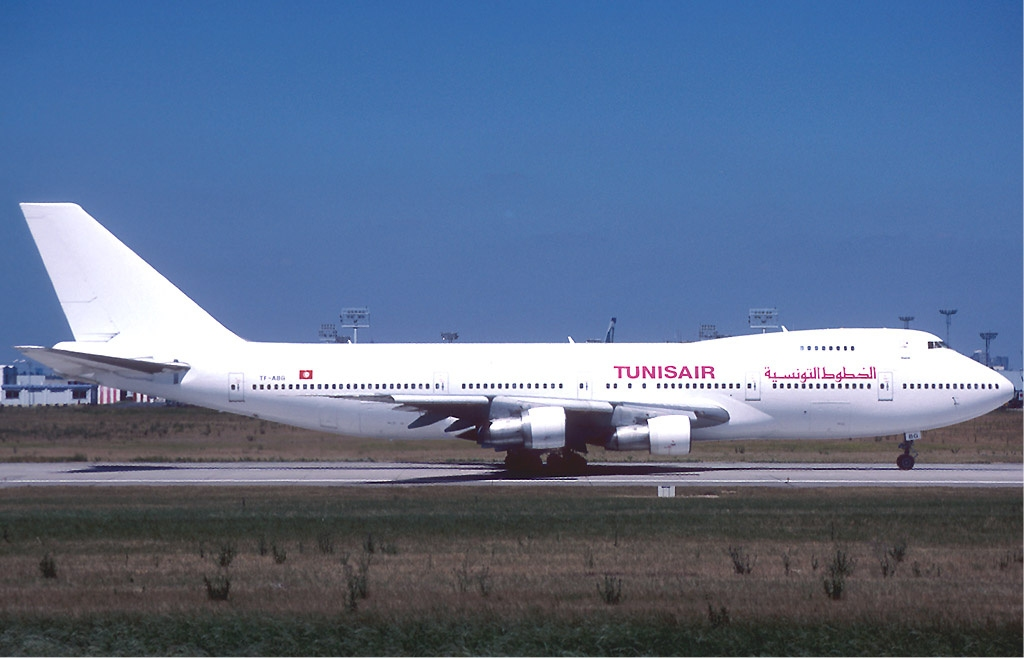
747-100

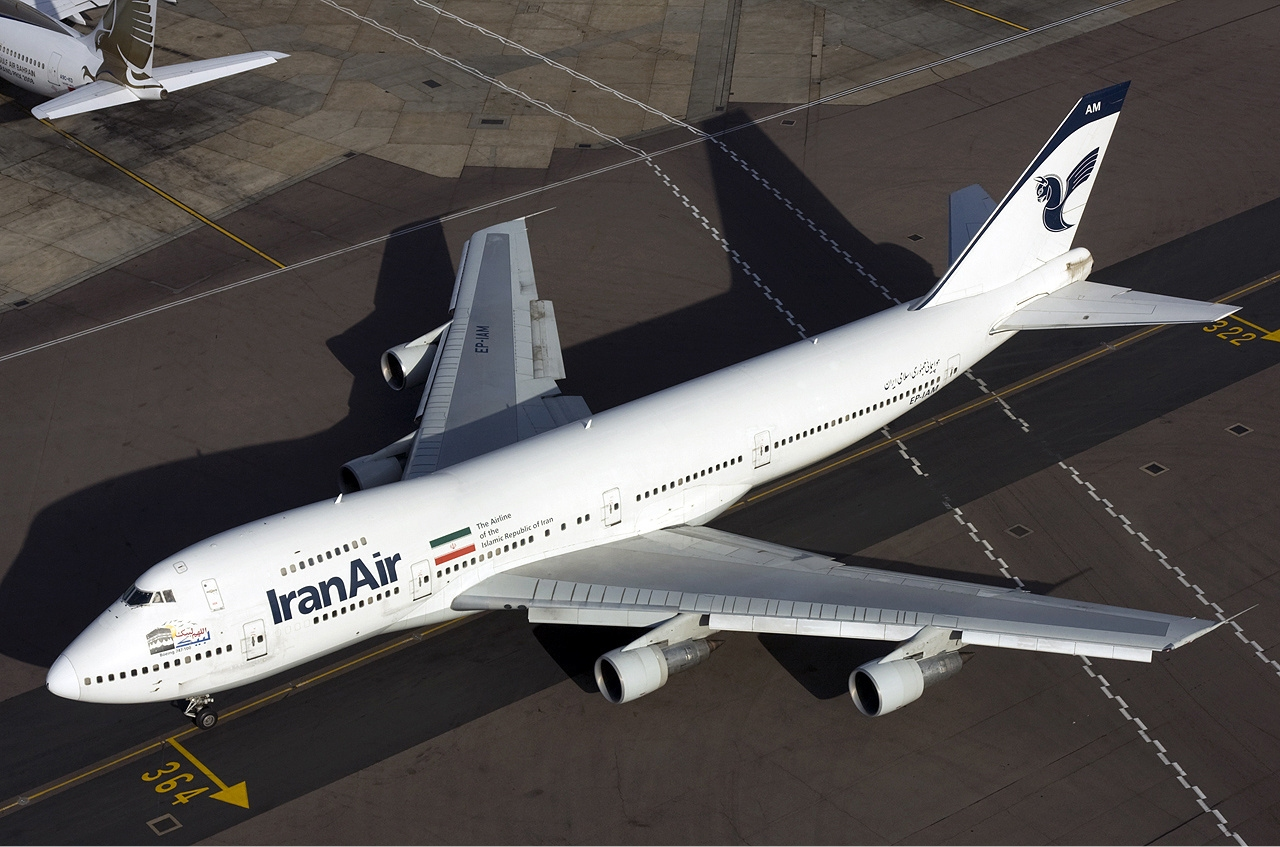
طائرة 747-100B

كان هذا أول نموذج لهذه النفاثة. ظهرت لأول مرة في 2 سبتمبر 1968. كان اسمها عند تصنيعها مدينة إيفرت غير أن الاسم تغير إلى بوينغ 747. طارت لأول مرة في 9 فبراير 1969 ودخلت الخدمة الفعلية في 1 يناير 1970. كانت خطوط بان أمريكان العالمية أول من اشترى هذه الطائرة. يبلغ مداها 7242 كلم مع حمولة كاملة. تعرف في الجيش الأمريكي باسم سي 9.

### بوينغ 747 أس أر
تم تطوير هذا النموذج كنسخة قصيرة المدى من النموذج 100. يمكن لهذا النموذج حمل حمولة أقل من الوقود لكنها تتسع لركاب أكثر. يمكنها حمل ما بين 498 إلى 550 راكبا. تستعمل اليابان هذا النوع في الرحلات الداخلية.

### بوينغ 747-200

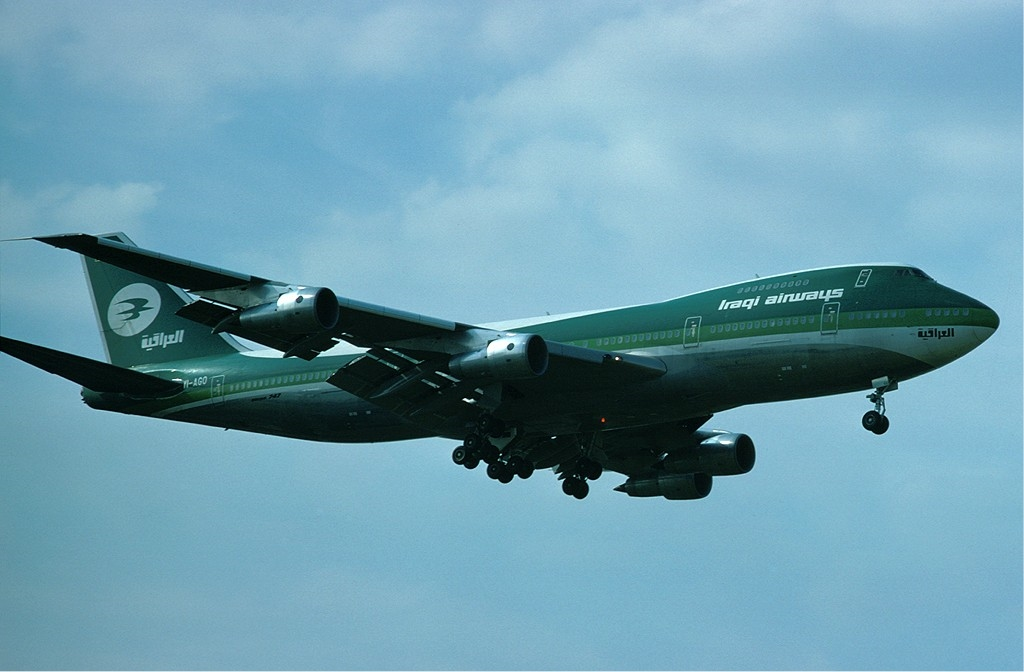
747-200 مملوكة للخطوط الجوية العراقية

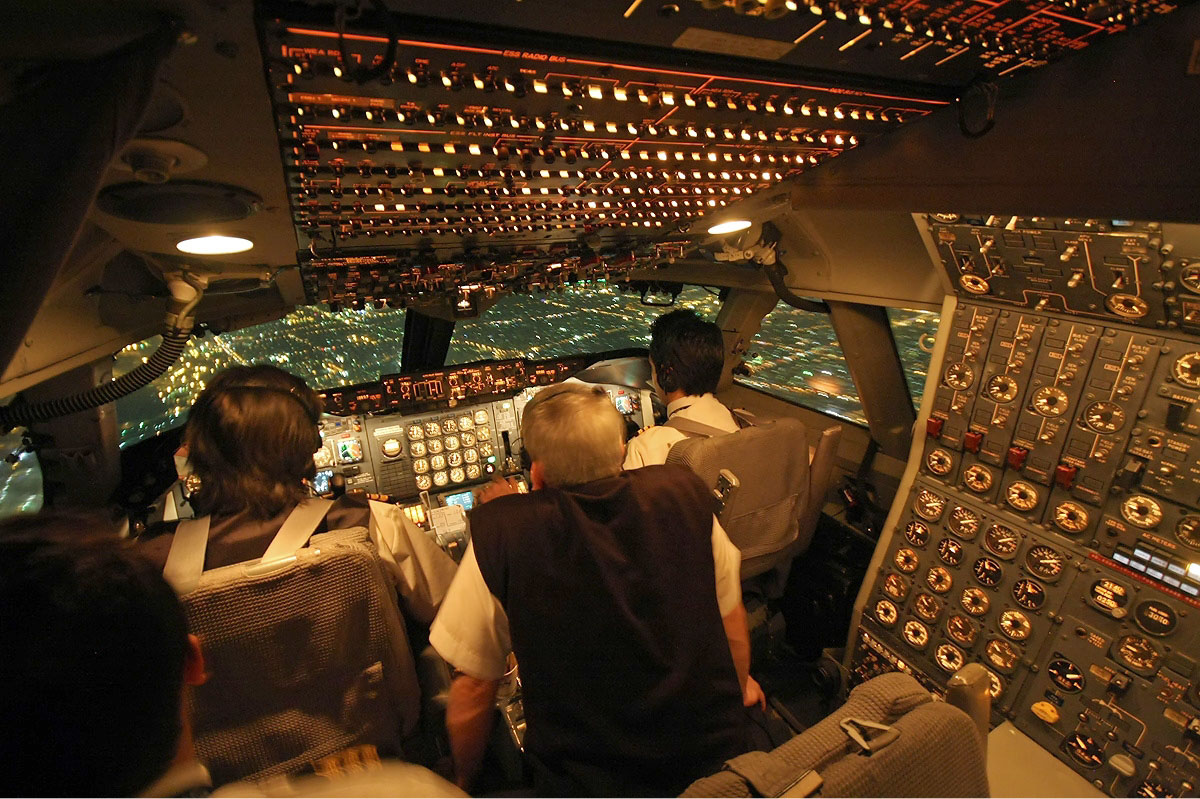
، تظهر قمرة القيادة للإنتاج المبكر 747−200، وتقع على السطح العلوي

تم الكشف عنها في عام 1971 وقد خضعت لتطوير مستمر طوال حياتها العملية. تمتلك هذه الطائرة محركات أقوى من سابقيها ويمكنها الطيران لمدة أطول من سابقتيها. الكثير من الشركات تستعمل هذه الطائرة في الشحن الجوي.

### بوينغ 747 أس بي
تعرف هذه الطائرة بطائرة الأداء الخاص وقد دخلت الخدمة في عام 1976 لتتنافس مع ماكدونل دوغلاس دي سي-10 ولوكهيد إل-1011 تراي ستار. كانت الموديلات السابقة منها كبيرة جدا لكثير من الرحلات وبوينغ لم يكن لديها طائرة للتنافس في مجال الطائرات متوسطة الحجم فتم تصنيع هذه الطائرة وهي تعتبر نوعا ما صغيرة مقارنة بالأنواع الأخرى.

### بوينغ 747-300

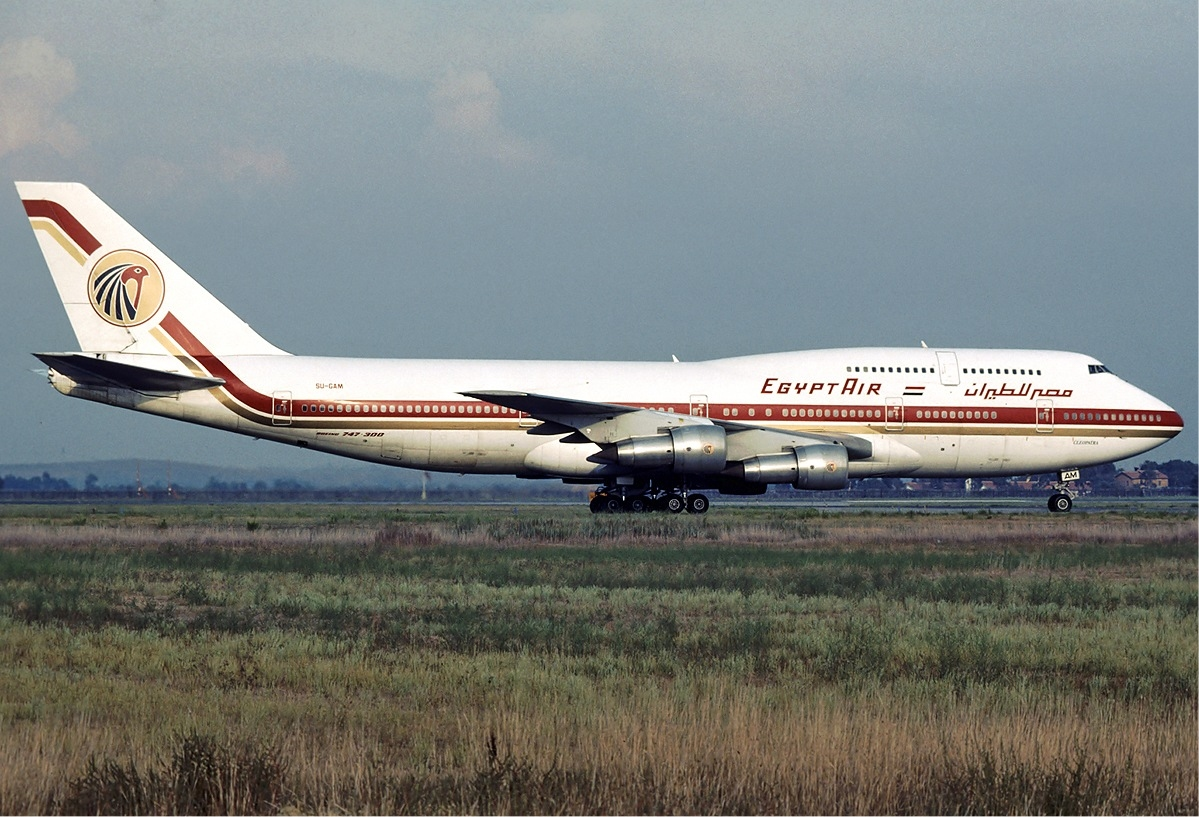
747-300

لم تنجح هذه الطائرة تسويقيا حيث لم يكن هناك طلب يذكر عليها. تم إدخالها الخدمة في عام 1980. وفي هذا النموذج تمت زيادة المساحة في الطابق الثاني منها. تستعمل هذا النموذج عدة شركات طيران مثل الطيران الهندي، الخطوط الجوية العربية السعودية.

### بوينغ 747-400
هذا هو أحدث نموذج من هذه الطائرة العتيدة، والنموذج الوحيد الذي لا يزال ينتج حيث أوقفت بوينغ إنتاج النسخ الأخرى من 747.
هي عبارة عن تطوير لنموذج 300 وقد دخلت الخدمة في عام 1989. هذه الطائرة بإمكانها حمل 25% زيادة من الوقود عن موديل 100 وأهدئ بمرتين منها. بعض نماذج هذه الطائرة تتسع لـ 660 راكبا.

### بوينغ 747-8
أعلنت بوينغ عن هذا النموذج الجديد في 14 نوفمبر 2005 وكانت سابقا تعرف ببوينغ 747-800 قبل أن يتغير الاسم إلى 747-8. تدعي بوينغ أن هذا النموذج سيكون أهدئ وأكثر اقتصادية، وستكون أقل تلويثا للبيئة. بإمكان هذا النموذج حمل 450 راكبا في ثلاث درجات والطيران 14816 كلم بسرعة 1054 كلم/ساعة. أول من قدْم طلبات لشراء هذا النوع هو الخطوط الباكستانية الدولية.

## السلامة والحوادث
في 27 مارس 1977 تصادمت طائرتين من هذا النوع مع بعضهما بسبب الضباب. وقد أدى ذلك لمقتل 583 راكبا. يعرف هذا الحادث بكارثة تنيريف وحتى هذه اللحظة يعتبر هذا الحادث أسوأ حادث في عالم الطيران نتج عنه أكبر عدد من الوفيات. في 12 أغسطس 1985 فقد قائد طائرة يابانية السيطرة وتحطمت الطائرة مودية بحياة 520 راكبا. ويعتبر ذلك الحادث أسوأ حادث لطائرة واحدة. الطائرة التي فجرت في لوكربي كانت من هذا النوع. الجدير بالذكر أن القليل جدا من حوادث هذه الطائرة تسببت به أخطاء فنية في صناعة الطائرة. حتى أكتوبر من عام 2015 تعرضت هذه الطائرة لـ 131 حادثا نتج عنها وفاة 3718 شخص.